# Украинско-донские отношения
Украинско-донские отношения — дипломатические отношения, которые были установлены между Украинской державой (в дальнейшем — Украинской Народной Республикой) и Всевеликим войском Донским (в дальнейшем — Донской демократической группой) в мае 1918 года и продолжались до июня 1922 года.

## Территориальные и политические вопросы

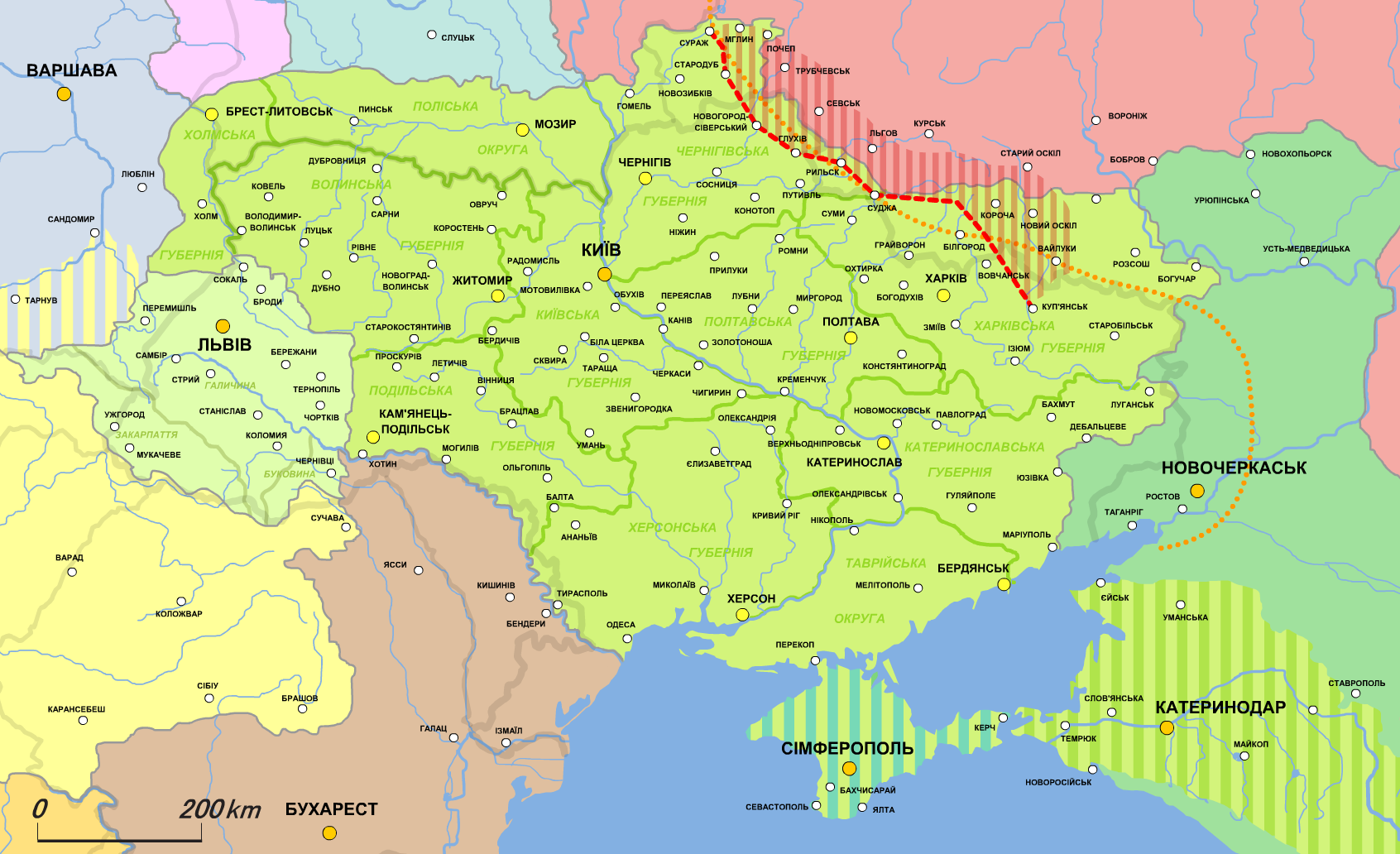
Май-октябрь 1918 года:
Украинская держава
Всевеликое войско Донское

16 мая 1918 года в освобождённом от большевиков Новочеркасске Кругом спасения Дона было провозглашено восстановление Всевеликого войска Донского, его войсковым атаманом был избран генерал-майор Пётр Краснов. Сразу же после избрания им было написано два письма, первое — кайзеру Германии Вильгельму II с просьбой признать Дон «аж до освобождения России от большевиков самостоятельной республикой» и предложением установить торговые отношения через Украинскую державу, второе  — гетману Украины Павлу Скоропадскому, в котором, ссылаясь на «вечную дружбу донских казаков с украинцами», выражал сожаление о безосновательных, по его мнению, претензиях Украины на Таганрогский округ и предлагал гетману тесное сотрудничество в деле восстановления «единой и неделимой России» (последнее, однако, с разрешения Краснова было вычеркнуто донским послом по прибытии в Киев). После установления первых контактов с Украиной Всевеликим войском Донским была предпринята попытка реанимировать федералистскую концепцию Центральной рады — Дон соглашался идти на местную федерацию с Украиной при условии:
- полной автономии, своего атамана, своего войска, своего языка;
- допуская возможность общей монетарной системы, путей, почты;
- службы Донского войска только для обороны своего края и в пределах, за исключением случаев, одобренных Большим кругом;
- своих, совместно разработанных на Раде, законов, но приспособленных к украинским;
- отказа Украины от претензий на Таганрог и Ростов и передачи Дону Старобельского уезда Харьковской губернии и Славяносербского уезда Екатеринославской губернии с Луганском, где находились конные заводы и производилось военное снаряжение.

Украинская сторона не приняла подобное предложение, после чего донская сторона пошла на уступки — она отказалась от претензий на Луганск и Старобельск, но акцентировала на том, что «без Таганрогского округа Войску угрожает экономическая смерть». Гетман Скоропадский, являвшийся сторонником наиболее тесного союза с Доном, в данном вопросе натолкнулся на критическое отношение к оному украинских политических кругов, считавших, в частности, включение Ростова в состав Украинской державы необходимостью для связи с Кубанью и считавшихся с террором казаков по отношению к рабочему населению Таганрогского округа (причём к этому апеллировала не только радикальная оппозиция в виде украинских эсеров и социал-демократов, но и умеренная — в лице Украинского национально-государственного союза, и даже часть лояльного гетману Совета министров). В данной ситуации Скоропадскому пришлось взять инициативу на себя и в августе 1918 года стороны пришли к консенсусу — был подписан Предварительный договор, которым государства:
- признали независимость и суверенитет друг друга;
- установили государственную границу по дореволюционной административной черте между Екатеринославской, Харьковской и Воронежской губерниями с Областью Войска Донского, за исключением территории, прилегающей к Мариуполю, которая отошла Украине;
- постановили, что до победы над большевистской Россией донские войска из стратегических соображений могли занимать железную дорогу Чертково—Лиски и Лиски—Поварино;
- постановили, что на территории Дона «украинская народность пользуется всеми правами в области языка, школы и культуры на равных со всеми гражданами, а политическими на равных со всеми гражданами неказачьего сословия. Те же права предоставляются на Украине донским уроженцам».

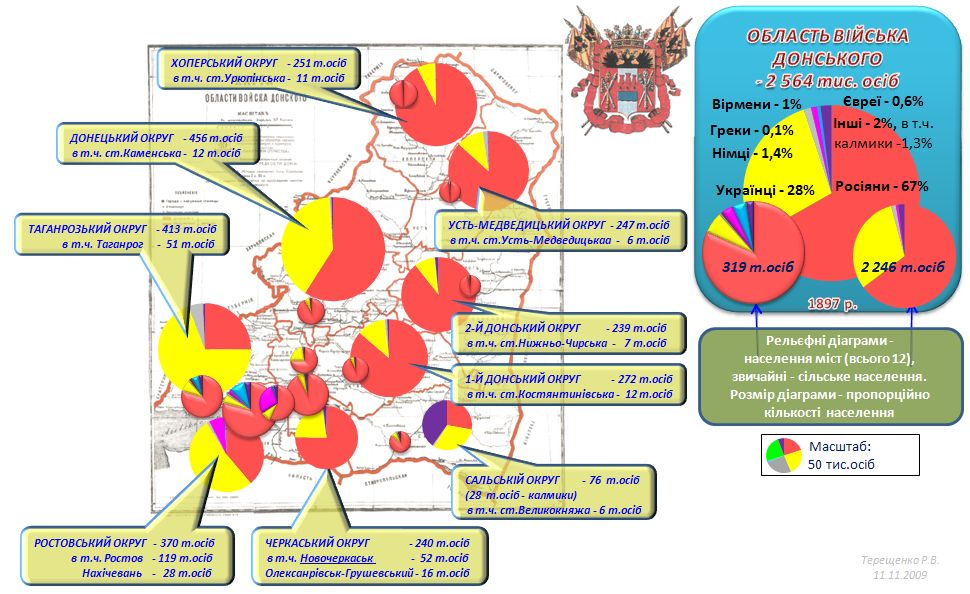
Население Области Войска Донского по родному языку согласно переписи 1897 года

После подписания договора Украина на мирных переговорах с РСФСР заявила о непризнании Дона её частью, что привело к острым дискуссиям и сворачиванию деятельности политической и финансово-расчётной комиссий.
Однако, после Антигетманского восстания, между Доном и Украиной вновь появились противоречия. С ноября по декабрь 1918 года Донская армия, с разрешения гетмана Скоропадского, заняла часть восточноукраинских земель, которые входили в состав Харьковской и Екатеринославских губерний. Несмотря на то, что в официальном заявлении атамана Всевеликого войска Донского Петра Краснова касательно действий его войск говорилось, что Дон не претендует на земли Украины, фактически, после восстановления Украинской Народной Республики, он попытался изменить границы при дипломатической поддержке стран Антанты. В частности, отправляя Донскую делегацию на Парижскую мирную конференцию, поручил ей добиваться присоединения к Дону части Екатеринославской губернии, что, однако, не имело успеха, так как делегацию не допустили к участию в конференции, а донские подразделения были выбиты с данных территорий Рабоче-крестьянской Красной армией уже в январе 1919 года. Подобные действия стали одной из основных причин дальнейшего конфликта между УНР и ВВД, который, тем не менее, не привёл к разрыву дипломатических отношений.
В эмиграции, 2 апреля 1921 года, между Правительством Украинской Народной Республики и Донской демократической группой был заключён союз, предусматривающий взаимную помощь и управление антибольшевистским повстанческим движением. Также, при посредничестве Правительства УНР, был заключен союз между Донской демократической группой и Русским политическим комитетом. Однако уже 4 июня 1922 года ДДГ расторгла обе конвенции, заявив, что «дальнейшая борьба с Советской Властью не в интересах народа».

## Военные вопросы

Генерал-лейтенант Александр Черячукин — атаман Зимней Станицы от Всевеликого Войска Донского при государстве Украинском

Украина активно помогала донским казакам, воюющим против большевиков, поставками оружия и амуниции. Так, уже в первой половине июня 1918 года было дано разрешение на бесплатную поставку на Дон 10 000 000 патронов и 28 лёгких пушек с полным комплектом снарядов для них. В соответствии с Дополнительным секретным соглашением от 7 августа 1918 года, заключённым при содействии Германии, Украина взяла на себя обязательства поставить Всевеликому Войску Донскому вооружения и военного снаряжения из имущества, которое осталось «сверх количества, необходимого для укомплектования количества украинских войск, установленного по договору с Центральными державами» из расчёта на три корпуса. В целом, до конца лета Украина переправила на Дон не менее 5 000 000 патронов и снарядов, а также военного снаряжения на 10 000 000 карбованцев. С сентября по декабрь Украина поставила ВВД: 45 самолётов с бомбами и запчастями, 50 трёхдюймовых (76 мм) пушек, 414 665 трёхдюймовых снарядов, 19 гаубиц, 10 071 снарядов для гаубиц (из них не менее 5715 для шестидюймовых (152 мм) и 4336 для 48-линейных (122 мм)), 35 180 винтовок, 105 пулемётов, 66 825 000 патронов, 450 самокатов (велосипедов), 3000 верст кабеля, 2000 телефонов, 24 000 шинелей. Всё имущество получалось условно за деньги, но фактически бесплатно и правительству Всевеликого Войска Донского оно доставалось только по цене переправки, загрузки и разгрузки.
Кроме того, донские дипломаты в Киеве способствовали переводу военнослужащих с Украины в Донскую, Южную, Астраханскую и Русскую народную армию — силы, воевавшие против красноармейцев на Юге России. Также ими было выдвинуто предложение об организации особой комиссии для планомерного обеспечения потребностей всех воюющих против большевиков армий из военных запасов, которые имела Украина.
После победы Антигетманского восстания донские дипломаты также ходатайствовали перед республиканскими властями за отдельных донских офицеров, которые, по их утверждению, не принимали участия в боевых действиях против Директории на стороне гетмана.

## Экономические вопросы
Экономическое сотрудничество между Украиной и Доном официально началось по итогам совещания «по делу решения вопроса о возможности товарообмена между Украинской державой и Донской областью». Присутствовавшие на ней донские представители изначально попытались привязать налаживание полноценных экономических сношений к фактическому признанию украинской стороной государственной границей бывшей административной границы между Екатеринославской губернией и Областью Войска Донского, а также указали на то, что Донскому краю необходим украинский сахар, поставки которого были запрещены. Это вызвало возмущение украинской стороны, которая заявила, что сахар на Украине реализуется по карточной системе ввиду его нехватки, а Дон, наоборот, безосновательно запретил экспорт угля и метала, которых на Дону в избытке и на которые отсутствуют потребители, назвав также данную политику «объявлением экономической войны». Также украинская сторона выражала недоумение 5%-ой надбавкой на вывоз продуктов, введённой Донским правительством, с тех территорий, которые она считала своими и заявляла, что оная в принципе «нарушает принцип равенства на рынке потребителей и независимость экономики от политики». Донской стороне пришлось согласиться с украинской аргументацией и принять следующие условия — «торг должен быть свободен, и запреты вывоза, равно как и оплаты вывоза, которые существуют данное время, должны быть снесены. Исключение... ...делается
только для тех продуктов, для распределения которых установлена карточная система».
В последовавшем экономическом сотрудничестве Киев и Новочеркасск отдавали предпочтение механизму товарообмена. Дон нуждался в сахаре, стекле, посуде, вилках, дубильных веществах, фаянсе, коже, лампах, тканях, мыле, изделиях галантереи, швейных и сельскохозяйственных машинах, оборудовании для строительства дорог, локомотивах, вагонах, рельсах. Взамен на это он мог предоставить уголь, смазочные масла, шерсть, хлеб, виноград, фрукты. Только на протяжении июня-июля 1918 года с Дона на Украину и в Крым вывезли товаров на сумму в 26 000 000 карбованцев. Особенно острым был вопрос поставок сахара, которые начали производиться с существенным опозданием. В октябре-декабре 1918 года с подконтрольных украинским властям заводов для ВВД отгрузили 45 823 пуда и 19 фунтов сахара на сумму 4 798 817 карбованцев, которые Дон покрыл поставками угля и смазочных масел. Кроме того, согласно достигнутым договорённостям, по 10 килограмм сахара по казенной цене причиталось работникам Донского посольства.

## Дипломатическое представительство

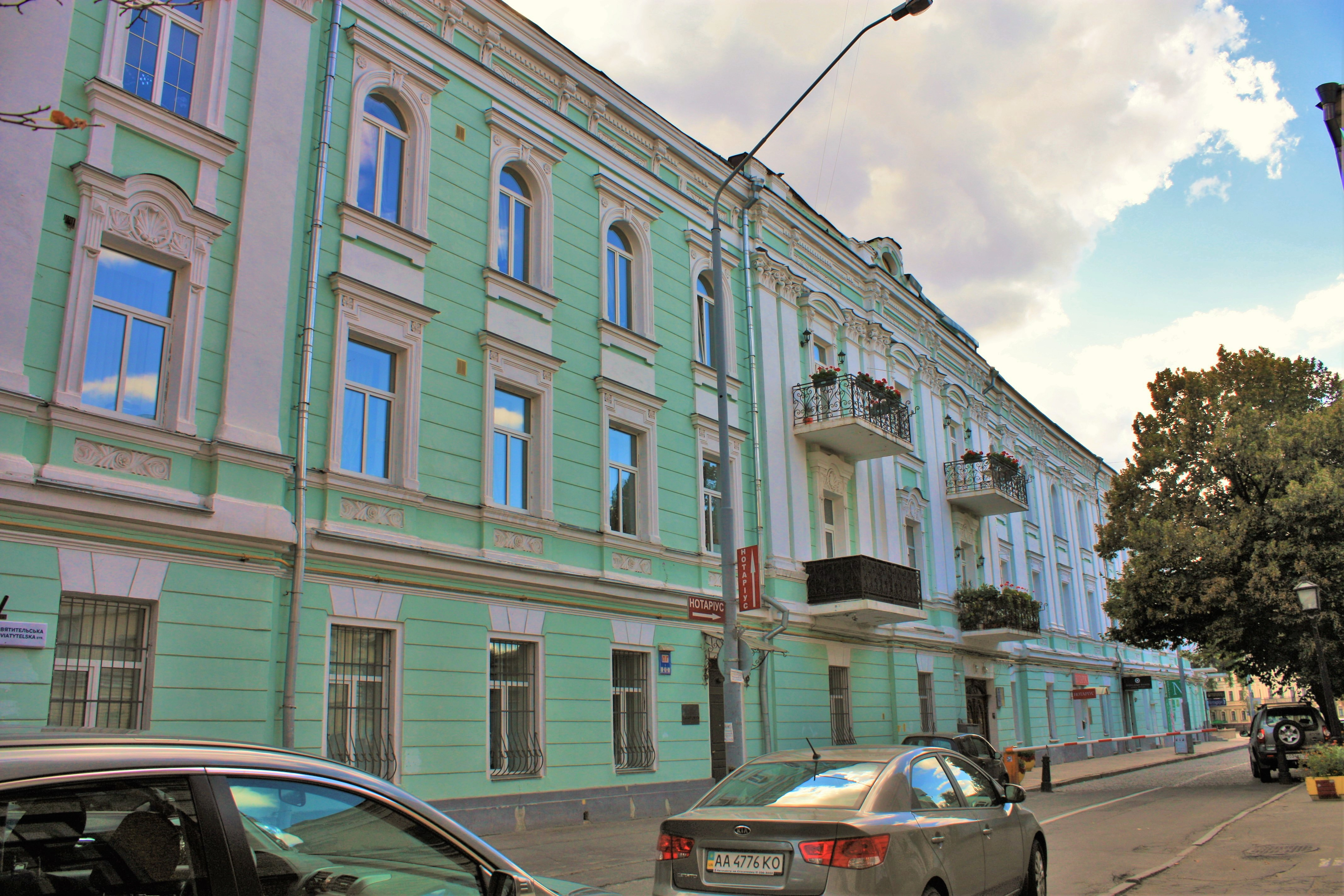
Здание, в 15 комнате которого располагалось посольство Всевеликого Войска Донского на Украине. Украина, Киев, ул. Трёхсвятительская, 11

Дипломатические отношения установлены в 1918 году: в мае 1918 года начало действовать Донское посольство на Украине, 2 сентября 1918 года назначен дипломатический представитель Украины при правительстве ВВД.
Дипломатические представители Украины при правительстве Всевеликого Войска Донского:
- Максим Славинский. Назначен 2 сентября 1918 года[6].

Министры-резиденты Украины при правительстве Всевеликого Войска Донского:
- Константин Середин. Назначен 1 ноября 1918 года (не приступил к исполнению обязанностей)[1][4].

Послы Временного правительства Войска Донского на Украине:
- Владимир Сидорин. Назначен 13 мая 1918 года[2].

Послы Всевеликого Войска Донского на Украине:
- Михаил Свечин. Назначен 18 мая 1918 года[2];
- Александр Черячукин. Назначен в июне 1918 года[2].

Атаманы Зимней Станицы (полномочные посланники) от Всевеликого Войска Донского при государстве Украинском:
- Александр Черячукин. Назначен 23 августа 1918 года, верительные грамоты передал Гетману Украины Павлу Скоропадскому 25 сентября 1918 года[2].

## Международные договоры и дипломатические ноты
Международные договоры:
- Предварительное соглашение от 7 августа 1918 года[2];
- Дополнительное секретное соглашение от 7 августа 1918 года[2];
- Временное соглашение об эксплуатации части Запорожской железной дороги, которая находится в границах бывшей Области Войска Донского от 31 августа 1918 года[2];
- Временное условие про перевозку в простом сообщении пассажиров, багажа и грузов между жедезными дорогами Всевеликого Войска Донского и Украинской державой от 2-5 сентября 1918 года[2];
- Временное условие про передачу подвижного состава между железными дорогами Всевеликого Войска Донского и Украинской державы от 7 сентября 1918 года[2];
- Договор про совместное совместное регулирование вопросов, касающихся Донецкого Бассейна от 18 сентября 1918 года[2];
- Условие между правительствами Украинской державы и Всевеликого Войска Донского относительно почтово-телеграфных сношений от 18 октября 1918 года[2];
- Договор про поставки сахара из Украинской державы в Всевеликое Войско Донское от 29 октября 1918 года[2];
- Конвенция про «международно-правовое объединение» между Правительством Украинской Народной Республики в эмиграции и Донской демократической группой от 2 апреля 1921 года[4].

Официальные ноты со стороны Украины:
- Нота о нецелесообразности определения государственной организации Дона как временной от 17 июля 1918 года[1].